# 科学ロマンス
科学ロマンス(Scientific romance)とは文学の一ジャンル。

## 概要
1890年ごろから1950年ごろまで、イギリスではアメリカのサイエンス・フィクションとは異なる歴史と理念を有する『科学ロマンス』と称される文芸ジャンルが存在した。
19世紀半ばから20世紀初頭にかけて科学万能主義が跋扈しており、ニコラ・テスラやトーマス・エジソンのような発明家達が競うようにして当時発展の著しかった科学技術を題材に著された数々の空想科学小説が該当する。科学的な要素を芸術的な作品に内包している。19世紀半ば以降、雨後の筍のように数々の科学技術を題材にした作品が著された背景には産業革命の恩恵が広がり、識字率が高まり、中産階級の台頭が挙げられる。近年では古典SFや故意に時代錯誤な文体で書かれた空想科学小説やスペキュレイティブ・フィクションが含まれる。まだ現在のサイエンスフィクションの様式が確立する前の時代で当時の作品群には様々な試行錯誤の過程が垣間見られる。また、現在まで続くスチームパンクにも影響を与えた。

## 主な作品と作家
- 神秘の島 - ジュール・ヴェルヌ
- 宇宙戦争 - ハーバート・ジョージ・ウェルズ
- 失われた世界 - アーサー・コナン・ドイル
- タイムマシン - ハーバート・ジョージ・ウェルズ
- 透明人間 - ハーバート・ジョージ・ウェルズ
- フランケンシュタイン - メアリー・シェリー
- R.U.R. - カレル・チャペック